# 横田元綱
横田 元綱（よこた もとつな、弘化4年（1847年） - 元治元年11月20日（1864年12月18日））は、幕末の武士。水戸天狗党幹部・横田藤四郎の三男。別名は藤三郎、巳之助。贈従五位。

## 生涯
弘化4年（1847年）、下野国真岡の商人、横田藤四郎祈綱の三男として生まれる。小川郷校に学び、父や兄の藤太郎から尊皇攘夷思想の影響を受ける。また医学を志し、真壁青木村の医家、大和田外記の下で医術の基本を学んだ。
父と兄は文久2年（1862年）の坂下門外の変にかかわった。父は逃亡したが、兄は捕縛され獄中死した。
元治元年（1864年）、天狗党の幹部藤田小四郎の呼びかけにより、父と共に筑波山挙兵に参加。天狗党の西行に同行し、元治元年11月20日（1864年12月18日）に信州諏訪湖近くの和田峠において高島藩・松本藩兵と交戦。元綱は戦闘で敵の首級2つを取ったものの、敵弾を受けて重傷を負う。これ以上同行できないと悟り、敵に首級を渡すまいと父に介錯を頼んだが、父は自分が手を下すに忍びず、同門の松井四郎に介錯を依頼した。元綱は松井の介錯により切腹した。

## 没後
元綱の父は首を渋紙に包んで、天狗党の一行と伴に中山道を西上し、11月27日の午前に美濃国の中津川宿へ到達した。
中津川宿は当時平田篤胤による平田国学が盛んな尾張藩領であった。天狗党が中津川宿を通行することは、既に伊那谷の平田門人から中津川の門人に連絡されていた。中津川宿本陣主人で平田国学者の市岡殷政は尾張藩の了解を得て同じ志を持つ天狗党最高幹部の武田耕雲斎、藤田小四郎、田丸稲之衛門、山国兵部を中津川宿の本陣に入れてもてなし、その他の天狗党一行も中津川宿の人達から歓待を受けた。
元綱の父は市岡に元綱の首級の埋葬を依頼した。市岡はその事が明るみに出れば自分にも咎めが及ぶことを覚悟で密かに同じ国学者の間秀矩、肥田九郎兵衛（通光）とともに、藤三郎の首を大泉寺に持って行き、市岡家の墓所に密かに埋めた。これは当時にあっては命がけの行為であり、現在も墓前祭が毎年欠かさずおこなわれている 。
大正天皇即位の大礼が行われた大正4年（1915年）に従五位を賜り、大正5年（1916年）に墓碑が建立された。
墓の向って左手には「忠烈」碑が建てられている。
昭和31年（1956年）4月17日、横田元綱の墓は岐阜県中津川市の指定文化財史跡に指定された。
昭和50年（1975年）に国道19号中津川バイパス工事の際に墓碑は移転されたが復元され、現在に至っている。
墓碑は岐阜県中津川市中津川2117-20 (緯度：北緯35度29分16秒 経度：東経137度30分32秒)にある。 